# Böngérfi János
Böngérfi János, Bingenheimer (Pest, 1859. április 1. – Budapest, 1950. január 16.) fővárosi nép- és ipariskolai tanító, pedagógiai és ifjúsági író.

## Életpályája
Korán árvaságra jutván az országos protestáns árvaházban nevelték fel. Az algimnáziumot a budapesti evangélikus főgimnáziumban végezte; innét a budai állami tanítóképzőbe került, ahol tanítói oklevelet nyert. Egy évi vidéki tanítóskodás után a polgári iskolai tanító-képző nyelv- és történelmi szakcsoportját hallgatta, ahonnan ismét vidékre ment tanítónak. 1881-től a fővárosban működött. A népnevelők budapesti egyesületének választott tagja, régebben jegyzője, majd titkára volt.
Irodalmi működését 1878-ban kezdette, midőn a vidéki lapokban (Orosháza és Vidéke) jelent meg tőle nehány vers és tárczaczikk; ezután a paedagogiai szakirodalomnak szentelte magát. Értekezései s tanulmányai a következő lapokban és folyóiratokban jelentek meg: Népnevelők Lapja és Néptanoda (1882-től), Ált. Tanügyi Közlöny (1882.), Néptanítók Lapja és Magyar Paedagógai Szemle (1883-tól), Paed. Plutarch (1886-88.), Felső nép- és Polg. Isk. Közlöny (1888.), Evang. Népiskola (1889-től), Magyar Állam (1889. aug. 20.), Pesti Napló (1890. 212. sz.), Nevelés (1890.), Nemzeti Iskola (1890-től főmunkatárs) és Magyar Protestáns Néptanító (1891. Péter Pál álnév alatt).

## Munkái
- A testi büntetés kérdéséhez. Pécs, 1887. (Különny. Néptanodából.)
- Vajdafy Gusztáv élet- és jellemrajza. Pozsony, 1888. (Különny. a Paed. Plutarchból.)
- Weisz B. F. élet- és jellemrajza. Uo. 1886. (Paed. Plutarch I. 3. 4.)
- Melháné-Szaák Lujza élet- és jellemrajza. Pozsony, 1888. (Különny. a Paed. Plutarchból.)
- Vezérkönyv a magyar fogalmazás tanításához. Bpest, 1889. (Pályanyertes mű.)
- Magyar nyelvgyakorló, a népiskola II-VI. oszt. részére. Uo. 1890. négy rész. (Peres Sándorral együtt.)
- ÁBC és Olvasókönyv az alsófokú ipariskolák számára. Uo. 1890. két rész. (Első díjat nyert pályamunka.)
- Vezérkönyv az elemi iskolai történetiráshoz. Uo. 1890. (Dicséretet nyert pályamunka.)
- Az elemi iskolai történettanítás. Uo. 1890. (Megdicsért pályamunka.)
- Harc a szabadságért. Bp., 1905.
- Népiskolai nyelvtanaink története. Bp., 1908.
- Legendás magyar múlt. Mondák, Bp., 193 S.
- Végzet. Drámai költemény, Bp., 193 S.
- Nevelés I-II. Bp., 1939-40.
- A vén tölgy. Versek, Bp.. 1940.

## Álnevei és jegyei
Gallus, Könyves, Cunclator, B., B. J., B-i., -r., -n. (1882-től a szaklapokban)